# Mùa bão Tây Bắc Thái Bình Dương 1964
Mùa bão Tây Bắc Thái Bình Dương năm 1964 là mùa bão hoạt động mạnh nhất từng được ghi nhận trên toàn cầu, với tổng cộng 40 cơn bão nhiệt đới hình thành. Mùa này không có giới hạn thời gian chính thức mà kéo dài suốt cả năm 1964. Tuy nhiên, phần lớn các xoáy thuận nhiệt đới thường xuất hiện từ tháng 6 đến tháng 12, khoảng thời gian được xem là cao điểm cho sự hình thành bão trong khu vực.
Phạm vi của bài viết này giới hạn ở khu vực Thái Bình Dương, phía bắc đường xích đạo và phía Tây Tuyến ngày Quốc tế. Các cơn bão hình thành phía đông Tuyến ngày và phía bắc xích đạo được gọi là bão; xem mùa bão năm 1964 ở Thái Bình Dương. Tất cả xoáy thuận nhiệt đới trong lưu vực Tây Thái Bình Dương đều do Trung tâm Cảnh báo Bão chỉ định và theo dõi, với hậu tố "W" được thêm vào số hiệu của áp thấp nhiệt đới. Nếu một áp thấp nhiệt đới hình thành hoặc đi vào khu vực do PAGASA (Cơ quan Quản lý Dịch vụ Khí quyển, Địa vật lý và Thiên văn học Philippines) quản lý, nó sẽ được đặt tên riêng, dẫn đến khả năng một cơn bão có hai tên khác nhau.
Mùa bão năm 1964 ở Thái Bình Dương là mùa hoạt động mạnh nhất trong lịch sử ghi nhận với 39 cơn bão. Những cơn bão đáng chú ý bao gồm cơn bão Joan, khiến hơn 7.000 người chết ở Việt Nam; Bão Louise, đã giết chết 400 người ở Philippines, bão Sally và Opal, nơi có một số cơn gió mạnh nhất từng được ghi nhận ở tốc độ 195 dặm một giờ, Typhoon Flossie và Betty, cả hai đều tấn công thành phố Thượng Hải, Trung Quốc và bão Ruby, đánh vào Hồng Kông như một cơn bão cấp 4 mạnh 140 mph, giết chết hơn 700 người và trở thành cơn bão tồi tệ nhất của Hồng Kông trong lịch sử.

## Hoạt động mùa bão
52 sóng nhiệt đới được đánh số được hình thành trong năm nay ở Tây Thái Bình Dương, trong đó 39 đã trở thành cơn bão nhiệt đới. 26 cơn bão đã đạt đến cường độ bão, trong đó 7 cơn bão đạt tới sức mạnh siêu bão. 39 cơn bão nhiệt đới của mùa là những cơn bão nhiệt đới được ghi lại nhiều nhất để hình thành trong lưu vực. [1] Biển Nam Trung Hoa cao hơn hoạt động bình thường năm 1964 - giữa những năm 1959-1963, trung bình là 3,2 cơn bão di chuyển trong khu vực, so với 10 cơn bão trong mùa 1964. Hai trong số các siêu bão, Sally và Opal, lập kỷ lục theo mùa - Sally là cơn bão mạnh nhất trong mùa, đạt áp suất tối thiểu 894 mbar trong khi Opal là hệ thống lớn nhất của mùa bão.
Trong mùa này, có năm cơn bão thực hiện các vòng xoáy, trong khi trung bình mỗi năm chỉ có hai hoặc ba trường hợp như vậy. Bão Kathy đặc biệt hiếm gặp khi thực hiện một vòng lặp nhỏ thứ hai trong lúc vẫn đang trải qua vòng lặp đầu tiên. Một hiện tượng bất thường khác của mùa bão 1964 là sự thoái hóa nhanh chóng của nhiều cơn bão; các cơn bão đáng chú ý như Alice, Elsie và Cora đã suy yếu thành áp thấp nhiệt đới chỉ trong vài giờ. Hiện tượng thoái hóa nhanh này vẫn chưa có lời giải thích rõ ràng.[2]